# Guadirikirigrot

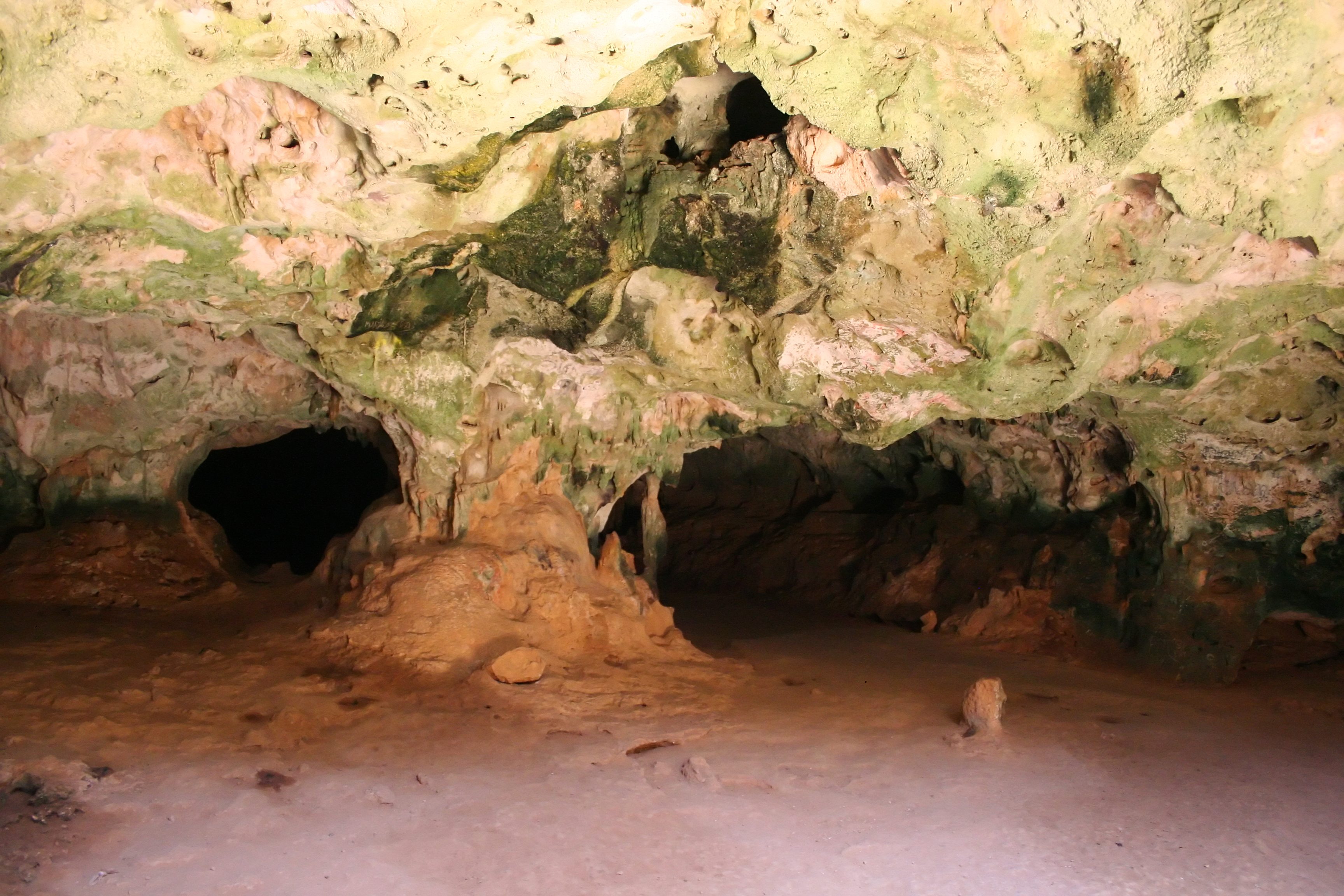
De Quadirikirigrot

De Guadirikiri-grot (andere spellingen zijn: Quadirikiri-grotten of Quadiriki-grotten) bevindt zich in het Nationaal park Arikok op het eiland Aruba. De grot heeft drie grotkamers en deze bevinden zich aan de voet van een kalkstenen klif. De grotten bevatten Indiaanse rotstekeningen, waarvan een deel door vandalen is vernield. De naam van de grotten is van Arrowaakse oorsprong.
De eerste twee kamers in de grootste 150 m lange grot worden verlicht door gaten in het plafond van de grot, terwijl de derde kamer vochtig en donker is en bewoond wordt door vleermuizen. De kalkstenen grot bevat stalactieten en stalagmieten. Een kleinere 30 m lange grot ten oosten van de hoofdgrot is vooral rijk aan indiaanse rotstekeningen.
Een mythisch volksverhaal gaat over een dochter van een Indiaas opperhoofd die verliefd werd en in de grot werd opgesloten, omdat haar minnaar niet acceptabel was voor haar vader. Haar geliefde zat vlakbij gevangen, in de Huliba-grot (Tunnel of Love), maar beide geliefden wisten elkaar ondergronds te ontmoeten. Beiden stierven naar verluidt in de grot en hun geest verdween in de hemel door de gaten in het dak van de grot.